# Uduba salegy
Uduba salegy is een spinnensoort uit de familie Udubidae. De soort komt voor in Madagaskar.